# Hunan Leopaard Motors
Hunan Leopaard Motors ist ein Hersteller von Automobilen aus der Volksrepublik China.

## Unternehmensgeschichte
Das Unternehmen wurde am 31. August 2013 in Changsha gegründet. Es besteht sowohl eine Verbindung zu GAC Changfeng Motor als auch zur Changfeng Group. Ende 2014 begann die Produktion von Automobilen. Der Markenname lautet Leopaard.

## Fahrzeuge
Eines der Modelle ist auch mit Elektromotor als Elektroauto erhältlich.

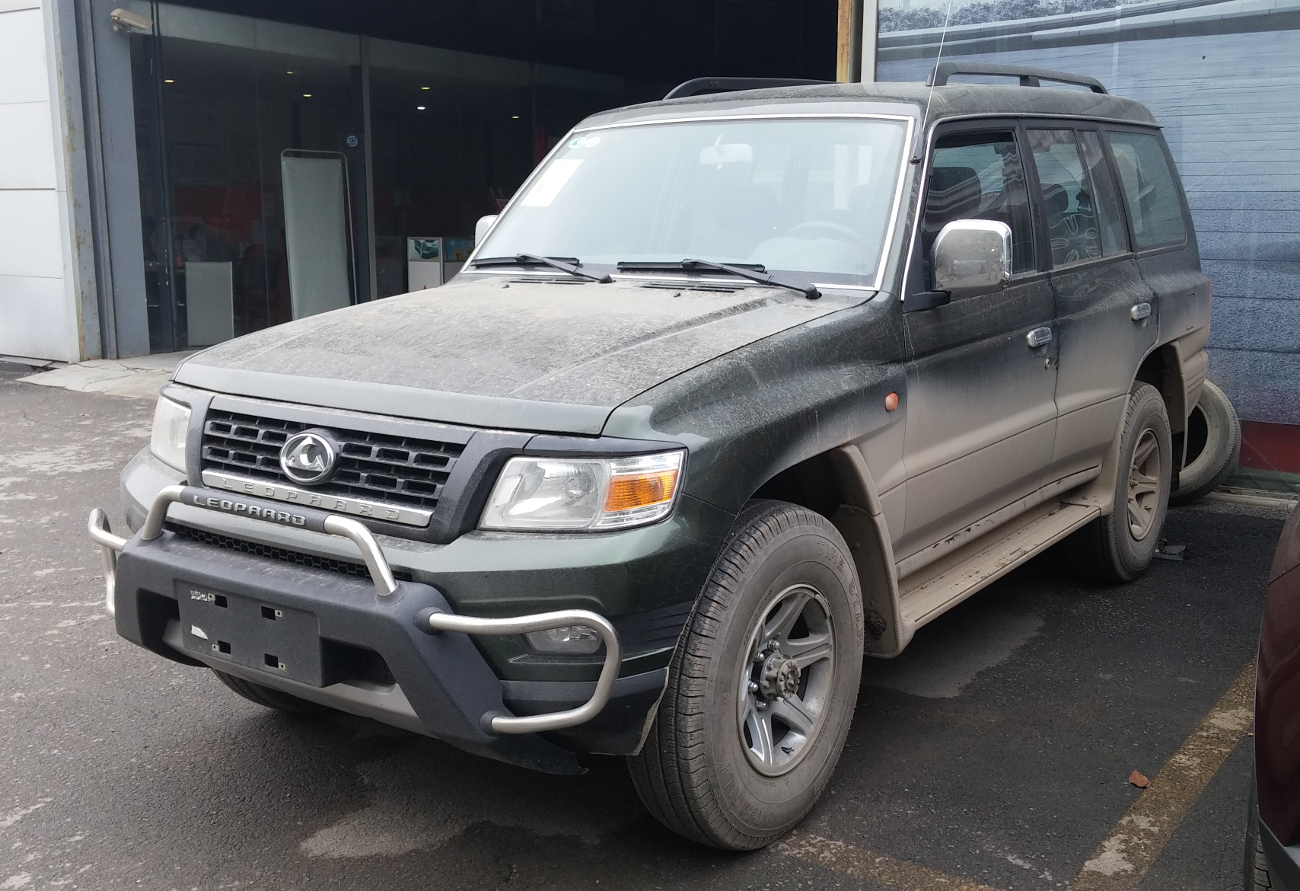
Leopaard Q6
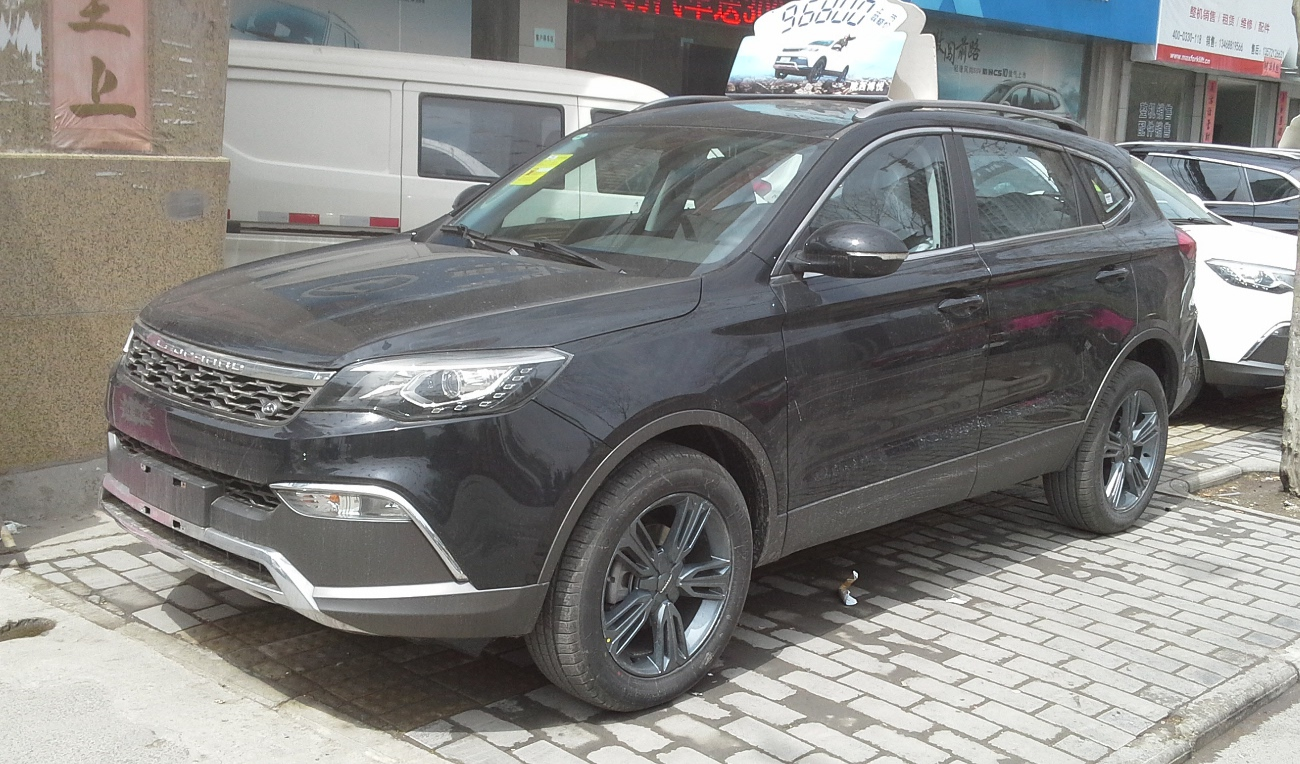
Leopaard CS10
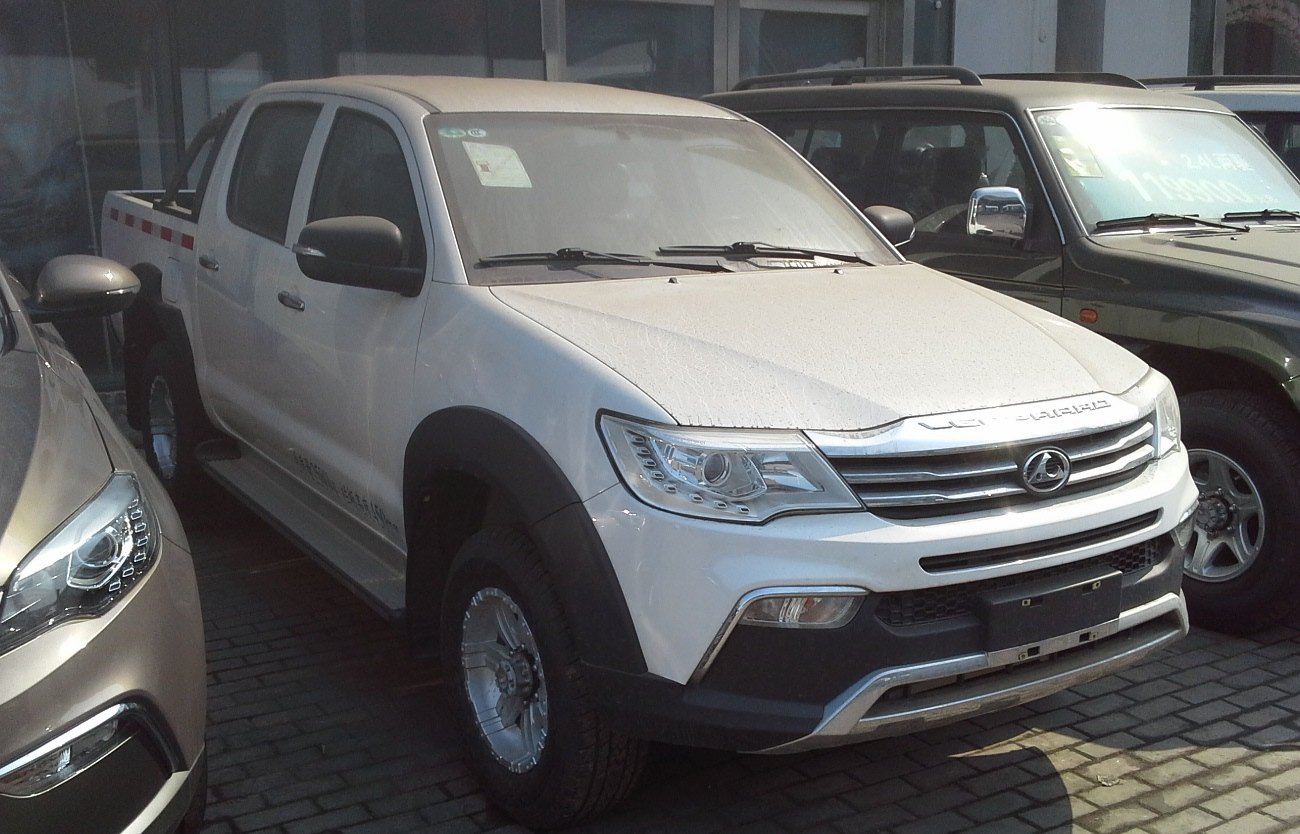
Leopaard CT7
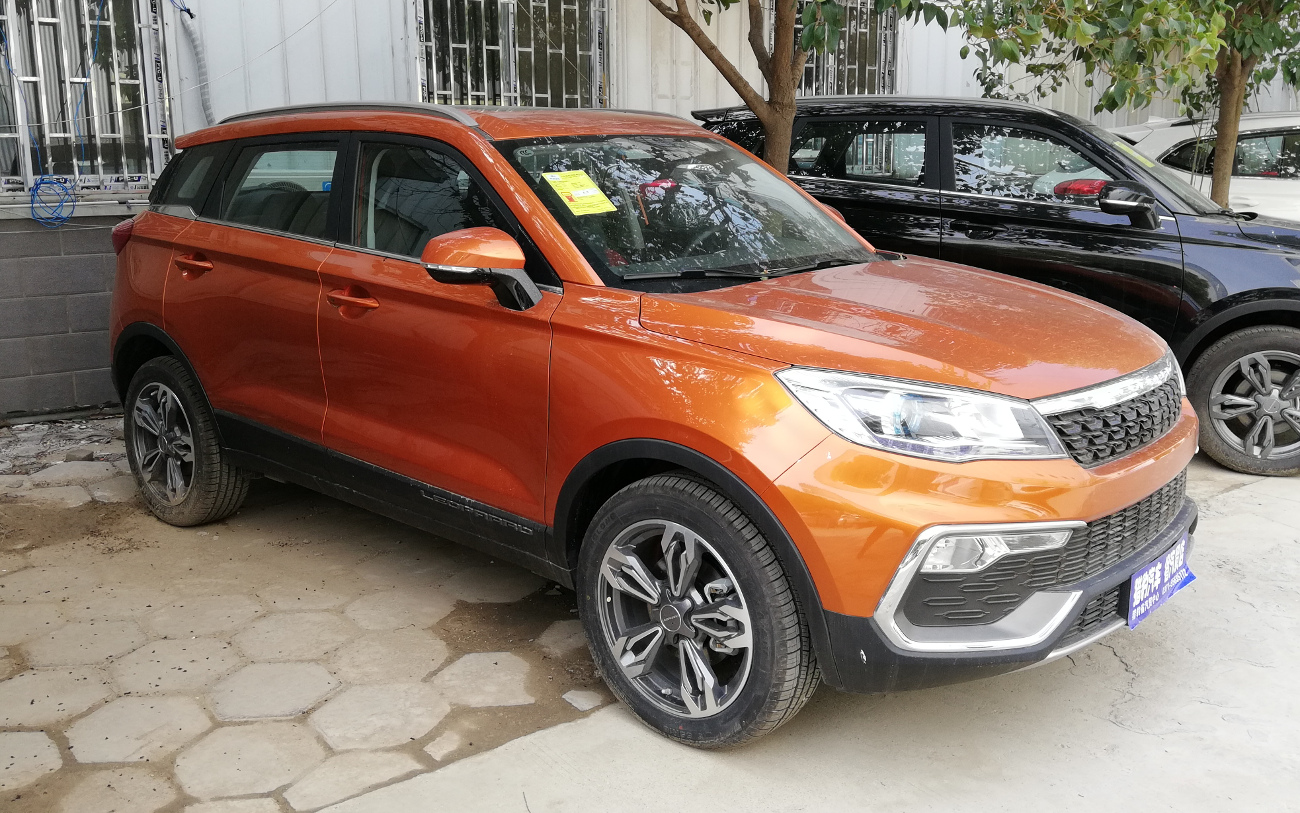
Leopaard CS9
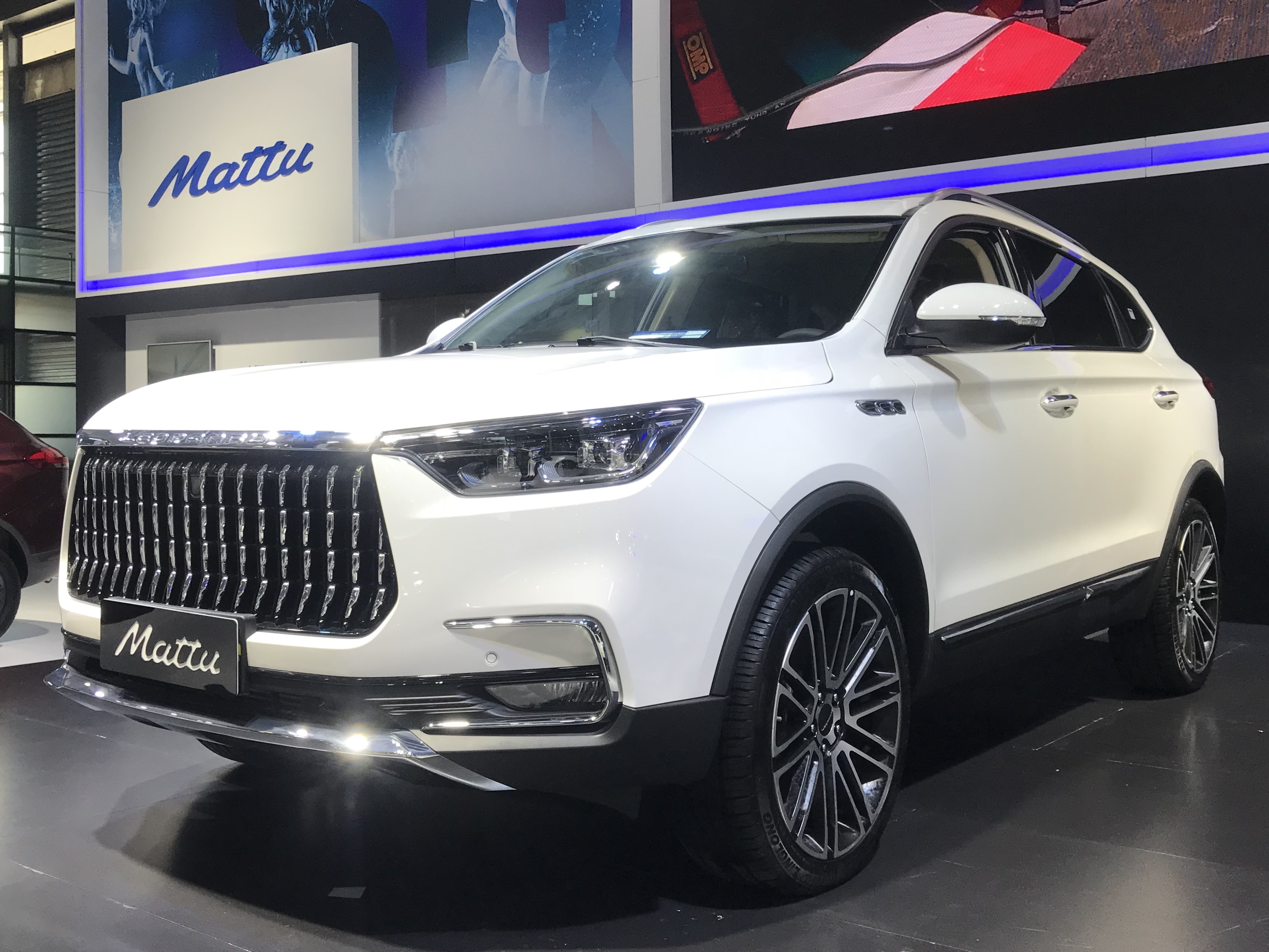
Leopaard Mattu

## Absatzzahlen
2015 wurden in China 45.027 Fahrzeuge der Marke Leopaard neu zugelassen. Im Folgejahr verdoppelte sich die Zahl auf 93.240. 2017 waren es 127.083 Fahrzeuge, im darauffolgenden Jahr 86.402 und 2019 nur noch 32.407.